# Drapeau de la Guinée équatoriale

Drapeau de la Guinée équatoriale pendant la dictature de Macías, de 1973 à 1979.

Le drapeau de la Guinée équatoriale est le drapeau national et le pavillon national de la République de Guinée équatoriale. Il a été adopté  lors de son indépendance le 12 octobre 1968. En 1973, sous la dictature de Francisco Macías Nguema, les armoiries furent modifiées, avant d’être réinstaurées le 21 août 1979.

## Description du drapeau
Il se compose de trois bandes horizontales verte, blanche et rouge dans lesquelles s’insère un coin bleu du côté du mat (à gauche quand on le regarde).  Il est orné des armoiries du pays sur la bande blanche, qui représentent un kapokier, arbre traditionnel de la région aussi appelé fromager, sur fond gris, surmonté de six étoiles jaunes symbolisant le territoire continental et les cinq îles qui composent le pays. Sous l’écusson, la devise nationale apparaît en espagnol : Unidad, Paz, Justicia (unité, paix, justice).
Le bleu évoque l’océan Atlantique, le vert les forêts tropicales, le rouge le sang versé pour la liberté et le blanc la paix.